# Escut de Nules
L'escut de Nules té el següent blasonament:
Escut quadrilong amb el centre inferior en punta, truncat. El primer quarter, losanjat d'argent i de sable. En el segon quarter, d'argent, un lleó coronat d'or acostat per dues lletres, L i S, de sable. Per timbre, una corona de marquès.

## Història
Escut no oficialitzat, utilitzat tradicionalment per l'Ajuntament.
El primer quarter i el timbre fan referència al fet que la vila fou cap del senyoriu, baronia i marquesat de Nules, denominacions que va anar adquirint al llarg del temps, format per la mateixa localitat i per les poblacions de Mascarell, la Vilavella i Moncofa, posseït durant tota l'època foral per la família Centelles, des del 8 d'octubre de 1316, quan Gilabert de Centelles va comprar el senyoriu al seu sogre, Ramon de Montcada. Els esmalts no es corresponen als utilitzats tradicionalment pels Centelles, ja que el losanjat d'aquests és d'or i de gules.
El segon quarter fou concedit per Felip V, i les inicials S i L signifiquen "Sempre Lleial", com a reconeixement al suport que va rebre durant la Guerra de Successió per la vila de Nules en permetre que la ciutat allotgés l'exèrcit borbònic. A més, li concedí una orla amb el lema "La Molt Lleial i Fidelíssima Vila i Honor de Nules".